# Feugarolles
Feugarolles település Franciaországban, Lot-et-Garonne megyében. Lakosainak száma 1015 fő (2022. január 1.). Feugarolles Saint-Laurent, Nérac, Bruch, Espiens, Lavardac, Port-Sainte-Marie, Thouars-sur-Garonne és Vianne községekkel határos.

## Népesség
A település népességének változása:
| Lakosok száma | 1027 | 891  | 834  | 956  | 952  | 978  | 993  | 1010 | 1007 | 1015 |
|               | 1968 | 1982 | 1990 | 2006 | 2013 | 2015 | 2017 | 2019 | 2020 | 2022 |